# 儋州话
儋州话是一种粵語方言，又称鄉話。儋州话有70多万人使用，在海南岛的所有本土语言中，使用人数仅次于海南闽语和黎語。分布地域为除儋州市东南角和几个小镇外的大部分地区，昌江县北部沿海的南罗、海尾一带和县城石碌镇西缘的一小部分地区，白沙县北部与儋州市交界的村落，以及东方市、乐东、琼中的个别边缘村落。

## 分类
《中国语言地图集》（第二版）认为儋州话声母具有海南闽语的典型特点；聲調和周围客家话相似；韵母和粤语、客家话相近，难以判断其歸屬，属于“未分区的非官话”。
1996年出版的《儋县志》將儋州话歸類於粤语系統。學者陈波认为儋州话是一种粤语方言。

## 方言
儋州話分為北岸音、水南音、昼家音、山上音、海头音、五湖音之各區方言。

## 分布
儋州话分布在海南下列地区(海南省志 1994:253)。
- 儋州市大部，东南部除外
- 昌江黎族自治县（北部沿海）
  - 南罗、海尾
  - 石碌镇西缘
- 白沙黎族自治县北部（邻近与儋州市边界处十余个村）
- 东方市、乐东黎族自治县、琼中黎族苗族自治县、三亚市外缘村庄